# スーパーカー世界の名車コレクション

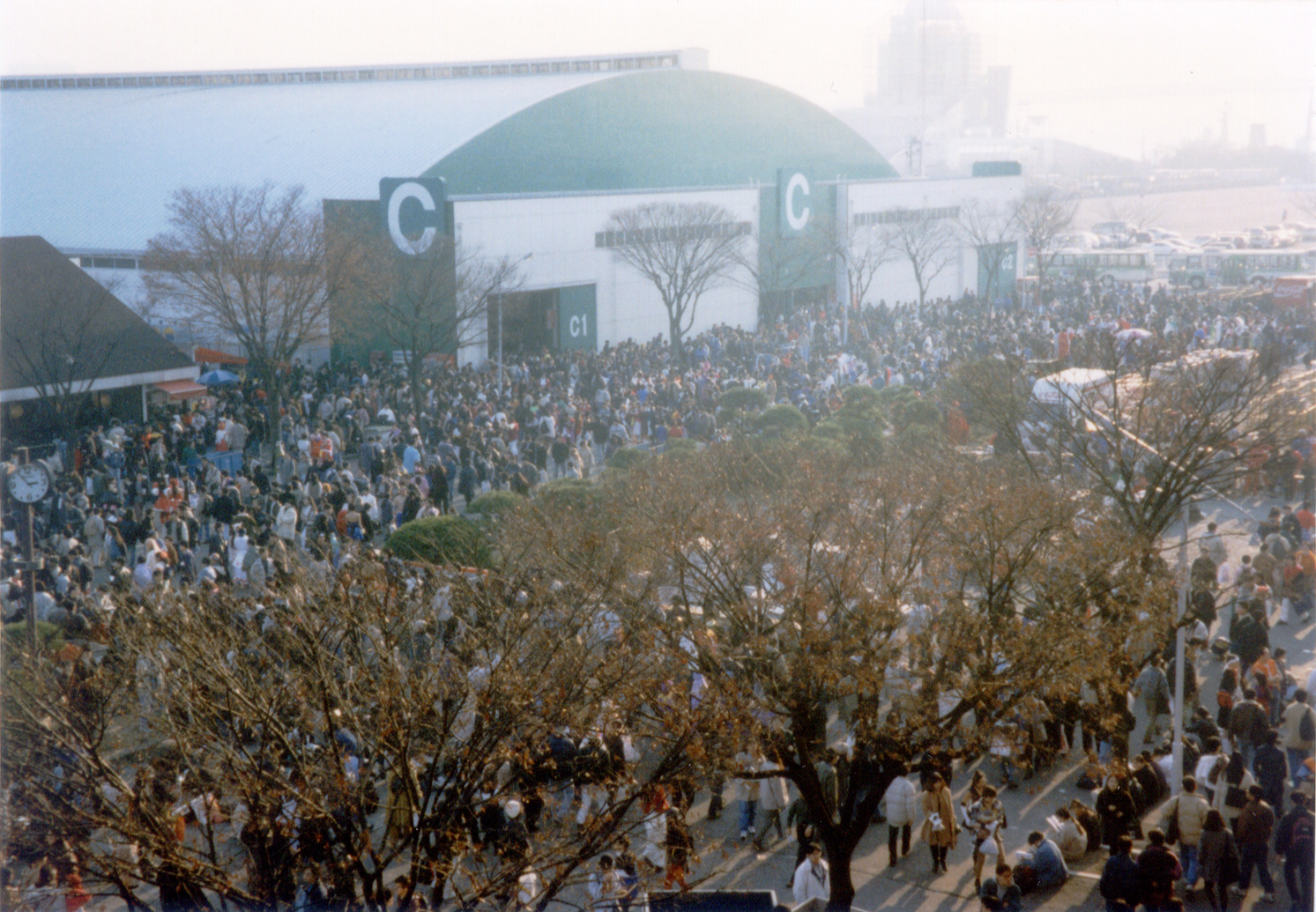
会場となった東京国際見本市会場

スーパーカー世界の名車コレクションは、サンスター主催のイベントで、1977年（昭和52年）5月5から8日まで、東京・晴海国際貿易センターで開催されたスーパーカーのモーターショーである。サンスター製品の抽選でチケットがもらえた。

## 概要
- 開催期間：1977年（昭和52年）5月5～5月8日
- 会場：東京都中央区晴海・東京国際見本市会場
- 入場料：大人600円、子供400円
- 主催：サンスター

## おもな展示車
- ランボルギーニ・カウンタックLP500、カウンタックLP400、ミウラ、イオタ、ウラッコ、
- フェラーリ・512ベルリネッタボクサー、365GT4BB、308GTB、デイトナ、ディノ246、
- マセラッティ・ボーラ、メラク、カムシン、
- デ・トマソ・パンテーラ、
- ランチア・ストラトス、
- ポルシェ・930ターボ、934ターボ、カレラRS、
- ロータス・エスプリ
- トヨタ・2000GT